# Или јесмо, или нисмо
„Или јесмо, или нисмо” је југословенски ТВ филм из 1977. године. Режирао га је Ванча Кљаковић а сценарио су написали Славко Колар и Жељко Сенечић.

## Улоге
| Глумац         | Улога            |
| -------------- | ---------------- |
| Зденка Хершак  | Љубица Кнежић    |
| Љубо Капор     | Лука Шумшак      |
| Ана Херцигоња  | Госођа Месић     |
| Круно Валентић | Газда Марко      |
| Марија Секелез | Реза, конобарица |
| Олга Пивац     | Ружа             |
| Невенка Шаин   |                  |